# Walter Bechtold
Walter Bechtold (født 25. juli 1946 i Frankfurt am Main, Tyskland) er en tysk tidligere fodboldspiller (midtbane).
Bechtold spillede i løbet af sin 15 år lange karriere for henholdsvis Eintracht Frankfurt, Kickers Offenbach og Darmstadt. I sin tid med Kickers Offenbach var han med til at vinde DFB-Pokalen i 1970, holdets eneste store titel nogensinde.

## Titler
DFB-Pokal
- 1970 med Kickers Offenbach